# Aleksander Gabryś
Aleksander Gabryś (* 22. října 1974 v Siemianowicach Śląskich) je polský kontrabasista a skladatel.
Narodil se v rodině hudebního skladatele Ryszarda Gabryśe, u něhož studoval komponování. Hru na kontrabas studoval na Hudební akademii v Katovicích a následně na vícero místech v Evropě.
Koncertuje jako sólista i jako kameralista. Je členem např. Ensemble Phoenix Basel.
Gabryś je evangelík. Ve své skladatelské práci čerpá mimo jiné i z křesťanských motivů (např. zpracoval příběh Jonáše ve skladbě Man in Fish)